# Luis Rojas Mena
Luis Rojas Mena (* 21. Juni 1917 in Jalpa de Cánovas, Mexiko; † 18. März 2009 in Guadalajara, Mexiko) war Bischof von Culiacán.

## Leben
Luis Rojas Mena wurde am 31. März 1945 zum Priester geweiht.
Am 6. Mai 1968 wurde er von Papst Paul VI. zum Weihbischof in Culiacán sowie zum Titularbischof von Accia ernannt. Der Erzbischof von Guadalajara, José Kardinal Garibi y Rivera, spendete ihm am 16. Juni desselben Jahres die Bischofsweihe; Mitkonsekratoren waren Francisco Javier Nuño y Guerrero, Koadjutorerzbischof von Guadalajara, und Everardo López Alcocer, Bischof von Autlán. Papst Paul VI. ernannte am 20. August 1969 zum Bischof von Culiacán.
Am 4. Oktober 1993 nahm Papst Johannes Paul II. seinen altersbedingten Rücktritt an.